# Антикало Ганна Сергіївна
Га́нна Сергі́ївна Анти́кало (нар. 1998) — українська дзюдоїстка.

## Життєпис
Вихованка ФСТ «Динамо».
Станом на липень 2019 року — студентка Чорноморського національного університету ім. П. Могили.
На Універсіаді-2019 в Неаполі здобула бронзову нагороду.

## Державні нагороди
- Медаль «За працю і звитягу» III ст. (1 жовтня 2019) —За досягнення високих спортивних результатів на XXX Всесвітній літній Універсіаді у м. Неаполі (Італійська Республіка), виявлені самовідданість та волю до перемоги, піднесення міжнародного авторитету України [4].